# Cud nad rzeką Han

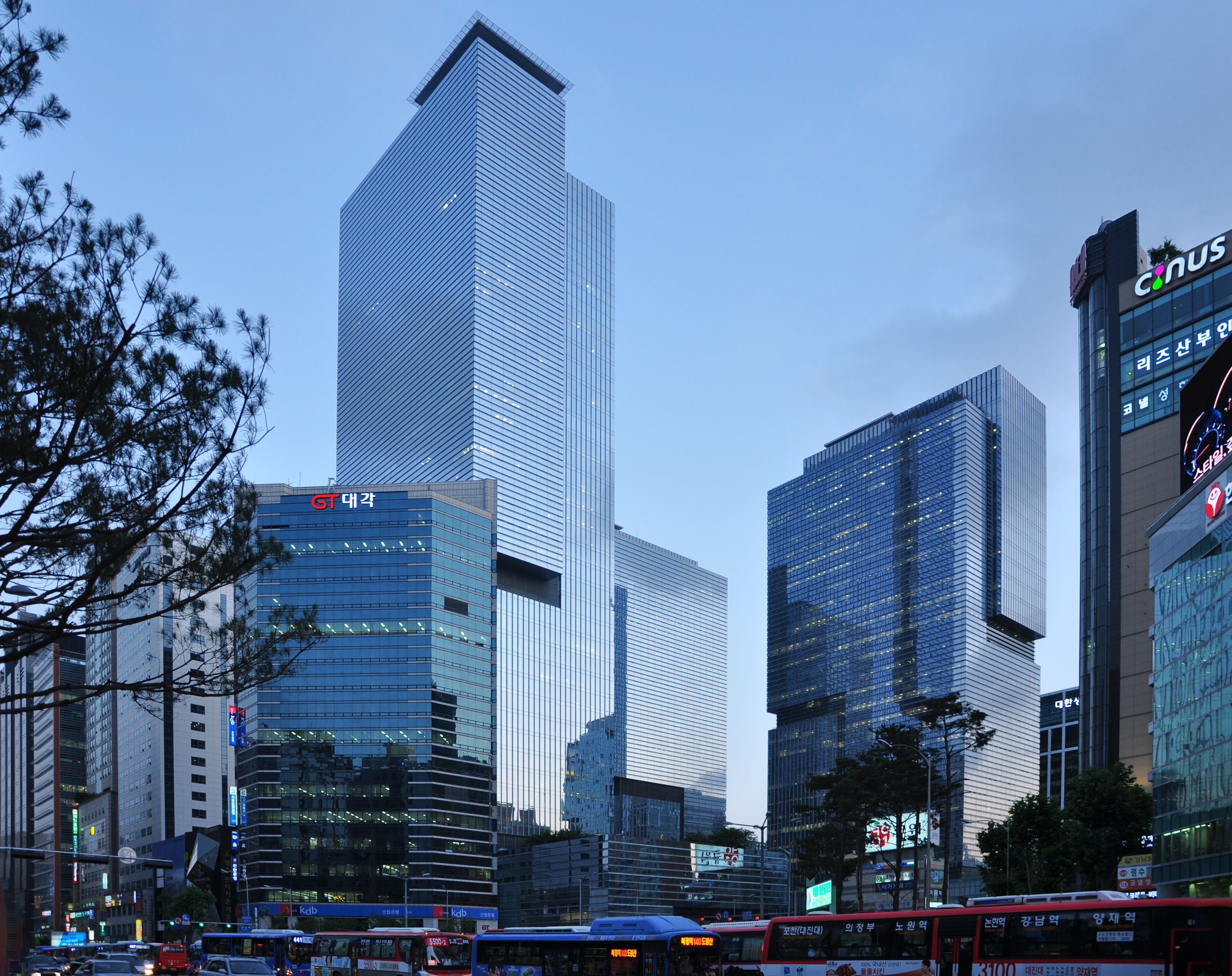
Wieżowce w Seulu, w tym kwatera główna czebolu Samsung

Cud nad rzeką Han – określenie szybkiego wzrostu gospodarczego Korei Południowej po zakończeniu wojny koreańskiej (1950–1953), w drugiej połowie XX wieku. Korea Południowa przekształciła się z kraju rozwijającego się w kraj rozwinięty. Gwałtownej odbudowie i rozwojowi południowokoreańskiej gospodarki w towarzyszyły wydarzenia podnoszące międzynarodowy prestiż kraju, takie jak pomyślna organizacja Letnich Igrzysk Olimpijskich 1988 i współorganizowanie Mistrzostw Świata FIFA 2002, a także rozwój rodzinnych konglomeratów znanych jako czebole, takich jak Samsung, LG i Hyundai.
Termin „Cud nad rzeką Han” został ukuty po tym, jak wyrażenie „Cud nad Renem” zostało użyte w odniesieniu do gospodarczego odrodzenia Niemiec Zachodnich po II wojnie światowej. Analogii tej użył Chang Myon, premier Drugiej Republiki Korei, w swoim noworocznym orędziu z 1961 roku, w którym zachęcał Koreańczyków do ponoszenia trudności w nadziei na osiągnięcie podobnego ożywienia gospodarczego. Sukces Korei przypisuje się ciężkiej pracy siły roboczej. Czynniki zewnętrzne obejmują ogromną pomoc gospodarczą i techniczną udzielaną przez kraje zachodnie, zwłaszcza Japonię i Stany Zjednoczone, dostęp do rynków zachodnich oraz pozyskiwanie walut obcych przez migrantów koreańskich.
Po „Cudzie nad rzeką Han” Korea Południowa stała się modelem gospodarczym dla innych krajów rozwijających się. W listopadzie 2010 r. przystąpiła do G20, wieńcząc udane sześćdziesiąt kilka lat odbudowy i modernizacji.